# Cladonia pertricosa
Cladonia pertricosa är en lavart som beskrevs av August von Krempelhuber. 
Cladonia pertricosa ingår i släktet Cladonia och familjen Cladoniaceae. Inga underarter finns listade i Catalogue of Life.